# MZKT-6003
Der MZKT-6003 (russisch МЗКТ-6003) ist ein zweiachsiges Fahrzeugmodell des belarussischen Herstellers Minski Sawod Koljosnych Tjagatschei (russisch Минский завод колёсных тягачей, kurz MZKT bzw. МЗКТ) mit Knicklenkung. Es wird seit 2010 ausschließlich als Plattform für Vibroseis-Technik produziert.

## Fahrzeugbeschreibung
Das MZKT-6003-Chassis ist als Vibroseis-Fahrzeug konzipiert und verfügt über Allradantrieb (4×4). Das Herzstück ist eine im Fahrzeugmittelteil positionierte drei m² große Rüttelplatte, die hydraulisch betrieben wird. Die technische Ausstattung der Reflexionsseismik ist vom Typ SV-30/120H, die vom belarussischen Unternehmen Seismotekhnika zugeliefert wird.
Das Ganzmetall-Führerhaus mit integriertem Überrollschutz bietet zwei Personen Platz. Des Weiteren verfügt es über Vibrations- und Geräuschdämmung sowie eine Klimaanlage.
Als Antrieb dient ein  Sechszylinder-Viertakt-Reihendieselmotor vom Typ C-13 ACERT, der vom US-Hersteller Caterpillar zugeliefert wird. Mit 12,5 l Hubraum, Turboaufladung und Ladeluftkühlung erbringt er 440 PS (328 kW) bei 2100 Umdrehungen pro Minute. Das maximale Drehmoment von 2011 Nm wird bei 1400 min−1 erreicht. Die Höchstgeschwindigkeit liegt bei 40 km/h auf der Straße.

## Technische Daten
→ Quelle der Daten
- Motor: Sechszylinder-Viertakt-Reihendieselmotor
- Motortyp: Caterpillar C-13 ACERT
- Leistung: 440 PS (328 kW)
- maximales Drehmoment: 2011 Nm bei 1400 min−1
- Hubraum: 12,57 l
- Tankinhalt: 1000 l
- Höchstgeschwindigkeit: 40 km/h
- Antriebsformel: 4×4
- Länge: 10.460 mm
- Breite: 2550 mm
- Höhe: 3480 mm
- Radstand: 5200 mm
- Bodenfreiheit: 550 mm
- Wenderadius: 11 m
- Leergewicht: 21.850 kg
- Zuladung: 10.150 kg
- Maximalgewicht der Vibroseis-Technik: 10.000 kg
- zulässiges Gesamtgewicht: 32.000 kg